# Glaphyronyx luluensis
Glaphyronyx luluensis är en skalbaggsart som beskrevs av Franz Antoine 2006. Glaphyronyx luluensis ingår i släktet Glaphyronyx och familjen Cetoniidae. Inga underarter finns listade i Catalogue of Life.